# 法韦日
法韦日（法語：Faverges，法語發音：[favɛʁʒ]）是法国上萨瓦省的一个旧市镇，属于阿讷西区。2016年，法韦日与市镇塞特内合并为新市镇法韦日-塞特内，法韦日为新市镇行政中心。

## 地理
法韦日（45°44'48"N, 6°17'38"E）面积25.86 平方千米，位于法国奥弗涅-罗讷-阿尔卑斯大区上萨瓦省，该省份为法国东部省份，历史上为薩伏依的一部分，北与瑞士接壤，西接安省，南至萨瓦省，东与瑞士和意大利接壤。
与法韦日接壤的市镇（或旧市镇、城区）包括：蒙曼。

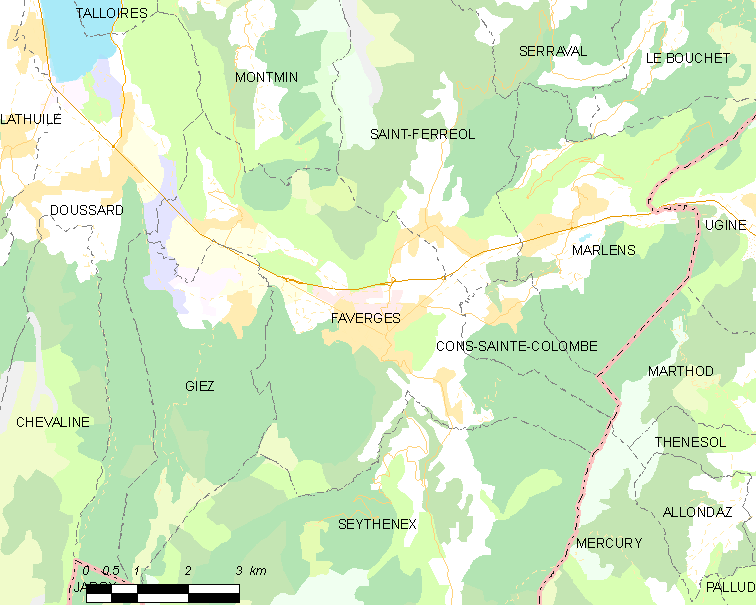
法韦日的OSM定位图

法韦日的时区为UTC+01:00、UTC+02:00（夏令时）。

## 行政
法韦日的邮政编码为74210，INSEE市镇编码为74123。

## 政治
法韦日所属的省级选区为法韦日-塞特内县。

## 人口

1962-2008年间法韦日人口变化图示

法韦日于2018年1月1日时的人口数量为6943人。